# Guido Nozzoli
Guido Nozzoli (Rimini, 2 dicembre 1918 – Rimini, 11 novembre 2000) è stato un partigiano, giornalista e scrittore italiano.

## Biografia
Frequentò le scuole a Rimini e a Forlimpopoli, poi studiò lettere all'Università di Urbino fino alla fine del 1941 quando venne arruolato nell'esercito. Frequentò la scuola allievi ufficiali nel corpo dei carristi. All'inizio del 1943 venne arrestato a Bologna con l'accusa di attività sovversiva per aver distribuito volantini intitolati «Non credere, non obbedire, non combattere», partecipò poi alla Resistenza come comandante partigiano «responsabile diretto» nella zona di Rimini nella 29ª Brigata Garibaldi "Gastone Sozzi".
Con la sua attività contribuì a salvare la Repubblica di San Marino dal bombardamento a tappeto previsto dagli Alleati, a cui aveva riferito - sono sue parole - «del disfacimento delle difese tedesche e sulla drammatica situazione dei civili rintanati nelle gallerie», oltre centomila italiani.
Avvenuta la liberazione di Rimini (21 settembre 1944), operò per evitare che ci fossero vendette. Eletto consigliere comunale del PCI nel 1946, in occasione delle elezioni politiche del 1948 svolse intensa attività di propaganda. Al termine d'un acceso contraddittorio, padre Samoggia, sconfitto nel confronto dialettico, gli scaricò addosso anatemi e maledizioni.
Nel frattempo aveva iniziato la sua attività di giornalista al «Progresso d'Italia» di Bologna, un giornale fiancheggiatore del Pci, continuando come inviato a «l'Unità» (edizione di Milano) ed infine a «Il Giorno».
Proseguendo il lavoro politico intrapreso durante la Resistenza e dopo la Liberazione, affrontò nei suoi scritti temi di cronaca e attualità sociale come l'Italia del dopoguerra (il caso Giuliano, gli operai modenesi uccisi dalla Celere nel 1950, l'alluvione del Polesine), l'Africa post-coloniale in Algeria, Congo, Uganda, il conflitto vietnamita.
Narratore ironico della vita della provincia degli anni trenta (nel volume collettivo "La mia Rimini", 1967), compose biografie di personaggi come Amilcare Cipriani e Giovanni Pascoli (su "l'Unità", 1954) e dei Ras del regime fascista (Feltrinelli, 1972).
Per le corrispondenze sul Vajont, in cui aveva riportato voci su una presunta mancanza di sicurezza della diga del Monte Toc, fu querelato, ma al processo lo stesso Pubblico ministero ne chiese l'assoluzione.
Dopo l'attentato di piazza Fontana (12 dicembre 1969) diede vita con Marco Nozza e Morando Morandini al «Bollettino di controinformazione democratica».
Andò in pensione allo scoccare dei 55 anni, il 2 dicembre 1973. Salutò tutti a Milano dicendo che avrebbe scritto una quantità di racconti e saggi sulla sua Rimini, su Fellini, sulla Romagna laica e risorgimentale. Invece non scrisse più nulla, si mise a fare, diceva, lo "stipettaio", fabbricava cioè piccoli mobili. Lo avevano segnato prima la malattia e poi la morte precoce della figlia Serena.

### Hanno detto di lui
Fu membro della giuria del «Premiolino» Bagutta sin dalla sua fondazione, ricordato dai colleghi nel 2001 come «grande giornalista e raro esempio di rigore e generosità romagnola».
Per Stefano Servadei, esponente del vecchio socialismo romagnolo, Nozzoli fu «una grande “coscienza civile” con al servizio una grande capacità di comunicazione. Per lui la “verità” veniva prima della “rivoluzione”».
 Di lui Sergio Zavoli ebbe a dire: «Guido ha interpretato la militanza politica e l'appartenenza partitica con una idealità mai faziosa, dogmatica; fu anzi protagonista di risolute “eresie” in nome dell'intelligenza della Storia e delle ragioni umane, sapendo vivere il suo “scandalo” senza compiacimenti o malizie, ma con la più disarmata e disarmante limpidezza [...] mai indulgendo all'abiura, semmai incline al più trasparente e polemico dei distacchi.»
Vittorio Emiliani, che con lui lavorò a Il Giorno, lo definirà "affabulatore straordinario, deliziava i colleghi che dovevano sorbirsi il turno di notte, fino alle 4 e oltre. I suoi racconti romagnoli (...) erano di eccezionale vivezza, drammatici o divertenti, a seconda dei casi. Alcuni li ritrovammo pari pari nel capolavoro della memoria e dell'arte felliniana, cioè in Amarcord".

### In suo ricordo
A Guido Nozzoli è intitolata la RL n. 1282 del Grande Oriente d'Italia con sede a Rimini.

## Opere
- La Zanzara, cronache e documenti di uno scandalo, (insieme a Pier Maria Paoletti), Milano, Feltrinelli, 1966
- Quelli di Bulow. Cronache della 28ª Brigata Garibaldi, Roma, Editori Riuniti, 1971, ristampato nel 2005.
- I Ras del regime. Gli uomini che disfecero gli italiani, Milano, Casa editrice Bompiani, 1972.